# Dolmen de Canors
El Dolmen de Canors, o de Sant Pere de Laners, o de les Cluses, o de Saleres, és un monument megalític del terme comunal de les Cluses, a la comarca del Vallespir, de la Catalunya del Nord.
El Dolmen de Canors és al nord-oest del municipi de les Cluses, a tocar del termenal amb la comuna vallespirenca de Morellàs i les Illes. És en el vessant sud-oriental del Puig de les Saleres i uns 400 metres a ponent de Sant Pere de Laner, enmig d'un alzinar. Canors és el nom del rec o torrent que forma la vall on hi ha el dolmen.
Aquest dolmen va ser redescobert l'11 de setembre del 2001 per Joan Tocabents, del Pertús, i Andrée Basso, parenta dels propietaris de la finca, que n'havien sentit parlar de feia temps, però no l'havien localitzat. Entre el 2001 i el 2011 va ser estudiat per diversos arqueòlegs, i finalment publicat.
El dolmen és fet de gneis local; es troba en un pendent suau de nord-oest a sud-est, que fa que la cambra quedi atrinxerada per darrere de la capçalera. Aquesta capçalera és sencera, amb una llosa clavada al darrere, que la reforça. Els dos laterals s'inclinen cap a l'interior. La coberta té al damunt un molló modern fet de pedra seca. Dues lloses transversals (només roman dempeus la de l'esquerra, la de la dreta potser la llosa caiguda que hi ha en aquell lloc) estrenyen l'entrada a la cambra. No es veu el probable corredor del davant de la cambra, però unes excavacions el podrien trobar. El túmul, d'uns 8 metres de diàmetre, és fet de pedres i terra, ben visible a la dreta i perdut a l'esquerra i al darrere, en part a causa del mateix pendent on es troba el dolmen.
És un sepulcre de corredor de cambra trapezoïdal curta, amb l'entrada orientada al sud-oest. L'interior de la cambra fa 1 m de longitud per 0,90 m d'amplada i 0,75 m d'alçada.
Es pot data la construcció en la segona fase dels sepulcres de corredor de l'Alt Empordà - Rosselló, cap a la meitat del iv mil·lenni abans de la nostra era.